# Kozolupy (okres Plzeň-sever)
Kozolupy is een Tsjechische gemeente in de regio Pilsen, en maakt deel uit van het district Plzeň-sever.
Kozolupy telt 963 inwoners.
Bdeněves ·
Bezvěrov ·
Bílov ·
Blatnice ·
Blažim ·
Bohy ·
Brodeslavy ·
Bučí ·
Čeminy ·
Černíkovice ·
Čerňovice ·
Česká Bříza ·
Dobříč ·
Dolany ·
Dolní Bělá ·
Dolní Hradiště ·
Dražeň ·
Druztová ·
Heřmanova Huť ·
Hlince ·
Hněvnice ·
Holovousy ·
Horní Bělá ·
Horní Bříza ·
Hromnice ·
Hvozd ·
Chotíkov ·
Chříč ·
Jarov ·
Kaceřov ·
Kaznějov ·
Kbelany ·
Kočín ·
Kopidlo ·
Koryta ·
Kozojedy ·
Kozolupy ·
Kožlany ·
Kralovice ·
Krašovice ·
Krsy ·
Křelovice ·
Kunějovice ·
Ledce ·
Líně ·
Líšťany ·
Líté ·
Lochousice ·
Loza ·
Manětín ·
Město Touškov ·
Mladotice ·
Mrtník ·
Myslinka ·
Nadryby ·
Nečtiny ·
Nekmíř ·
Nevřeň ·
Nýřany ·
Obora ·
Ostrov u Bezdružic ·
Pastuchovice ·
Pernarec ·
Pláně ·
Plasy ·
Plešnice ·
Pňovany ·
Potvorov ·
Přehýšov ·
Příšov ·
Rochlov ·
Rybnice ·
Sedlec ·
Slatina ·
Studená ·
Štichovice ·
Tatiná ·
Tis u Blatna ·
Tlučná ·
Trnová ·
Třemošná ·
Úherce ·
Újezd nade Mží ·
Úlice ·
Úněšov ·
Úterý ·
Vejprnice ·
Velečín ·
Vochov ·
Všehrdy ·
Všeruby ·
Výrov ·
Vysoká Libyně ·
Zahrádka ·
Zbůch ·
Zruč-Senec ·
Žihle ·
Žilov